# Ciskei
Ciskei var under apartheidtiden ett av två bantustan i södra Sydafrika för människor med xhosa som modersmål. Ciskei betyder ungefär "På denna sida om floden Kei".
Enligt apartheid skulle svarta bli medborgare i olika självständiga bantustan. Ciskei var en "självständig" stat, som endast erkändes av Sydafrika. Ciskei styrdes de jure av olika svarta ledare, men de facto styrdes Ciskei av den sydafrikanska regeringen. I Ciskei hade man bland annat eget parlament, egen regering, egna frimärken, poliser och gränskontroller.
Ciskei inlemmades efter en serie krig i Kapkolonin i slutet av 1800-talet. 1961 blev Ciskei en egen administrativ region och 1972 en egen autonom region, med Ciskei National Independence Party som det regeringsbärande partiet. Den 4 december 1981 blev Ciskei det fjärde hemlandet som trädde ut ur Sydafrika och blev självständigt, med partiets ledare, Lennox Sebe, som dess förste president. Dess självständighet erkändes dock aldrig utanför Sydafrika. Staden Bisho (numera Bhisho) var huvudstad i Ciskei.
Den 7 september 1992 infräffade vad som brukar kallas Massakern i Bisho när mellan 80 000 och 100 000 människor tågade till Bisho för att protestera mot förhandlingar mellan Sydafrikas regering och ANC om att Ciskei skulle återgå till Sydafrika och mot Ciskeis ledare Brigadier Oupa Gqozo. Ciskeis försvar öppnade eld och dödade nära trettio människor och skadade omkring etthundra ytterligare. Händelsen ägde rum mitt i ett kritiskt skede av förhandlingar om ökad demokrati.
Ciskei upplöstes efter apartheids fall 1994 och området blev åter en del av Sydafrika som en del av Östra Kapprovinsen.
Det andra hemlandet för xhosa-talare var Transkei.